# Kun Khmer tại Đại hội Thể thao Đông Nam Á 2023
Kun Khmer là một trong những môn thể thao được tranh tài tại Đại hội Thể thao Đông Nam Á 2023 ở Campuchia, dự kiến sẽ được tổ chức từ ngày 7 đến 11 tháng 05 năm 2023 tại Phnôm Pênh, Campuchia.

## Nội dung thi đấu
Giải Kun Khmer sẽ bao gồm mười chín (19) nội dung bao gồm mười hai (12) nội dung của Nam và bảy (07) nội dung của nữ.
- Nam: 45kg, 48kg, 51kg, 54kg, 57kg, 60kg, 63.5kg, 67kg, 71kg, 75kg, 81kg, Kun Kru

- Nữ: 45kg, 48kg, 51kg, 54kg, 57kg, 60kg, Kun Kru

## Chương trình thi đấu
| Ngày       | Thời gian     | Giới tính       | Sự kiện                                  |                 |
| ---------- | ------------- | --------------- | ---------------------------------------- | --------------- |
| 06 tháng 5 | 14:00 – 18:00 | Nam/Nữ          | Chung kết Kun Kru Vòng loại các hạng cân |                 |
| 07 tháng 5 | 14:00 – 18:00 | Nam/Nữ          | Vòng loại các hạng cân                   |                 |
| 08 tháng 5 | 14:00 – 18:00 | Nam/Nữ          | Vòng loại các hạng cân                   |                 |
| 09 tháng 5 | 14:00 – 18:00 | Nam/Nữ          | Vòng loại các hạng cân                   |                 |
| 10 tháng 5 | 14:00 – 18:00 | Nam/Nữ          | Bán kết và chung kết các hạng cân        |                 |
| 11 tháng 5 | 14:00 – 18:00 | Nam/Nữ          | Chung kết các hạng cân                   |                 |
| 11 tháng 5 | 18:00 – 18:30 | Trao Huy Chương | Trao Huy Chương                          | Trao Huy Chương |

## Bảng huy chương
| Hạng               | Đoàn               | Vàng | Bạc | Đồng | Tổng số |
| ------------------ | ------------------ | ---- | --- | ---- | ------- |
| 1                  | Campuchia          | 14   | 3   | 2    | 19      |
| 2                  | Việt Nam           | 5    | 8   | 4    | 17      |
| 3                  | Lào                | 0    | 5   | 7    | 12      |
| 4                  | Myanmar            | 0    | 2   | 7    | 9       |
| 5                  | Philippines        | 0    | 1   | 5    | 6       |
| 6                  | Malaysia           | 0    | 0   | 5    | 5       |
| Tổng số (6 đơn vị) | Tổng số (6 đơn vị) | 19   | 19  | 30   | 68      |

## Danh sách huy chương

### Kun Kru
| Event       | Vàng                      | Bạc                           | Đồng                               |
| ----------- | ------------------------- | ----------------------------- | ---------------------------------- |
| Kun Kru nam | Meng Hong Kan · Campuchia | Khamlar Samavong · Lào        | Athacai Saiphawat Kiang · Malaysia |
| Kun Kru nữ  | Soeng Moeuy · Campuchia   | Phạm Thị Bích Liểu · Việt Nam | Sysoubanthong Manyvanh · Lào       |

### Nam
| Event    | Vàng                         | Bạc                                  | Đồng                                 |
| -------- | ---------------------------- | ------------------------------------ | ------------------------------------ |
| –45 kg   | Mab Theara · Campuchia       | Võ Nhuận Phong · Việt Nam            | Banxadeth Sybou · Lào                |
| –48 kg   | Phun Piseth · Campuchia      | Dương Đức Bảo · Việt Nam             | Muhd Haris Haiqal Helmi · Malaysia   |
| –51 kg   | Kham Khalaneang · Campuchia  | Lê Công Nghị · Việt Nam              | Tengku Muhd Adam Fakruzie · Malaysia |
| –51 kg   | Kham Khalaneang · Campuchia  | Lê Công Nghị · Việt Nam              | Somboun Banxadeth · Lào              |
| –54 kg   | Him Koemrieng · Campuchia    | Soukna Keothatalath · Lào            | Khuất Văn Khải · Việt Nam            |
| –54 kg   | Him Koemrieng · Campuchia    | Soukna Keothatalath · Lào            | Hein Thu Aung · Myanmar              |
| –57 kg   | Khun Laingkousin · Campuchia | Kristian Salatan Narca · Philippines | Nguyễn Thanh Trung · Việt Nam        |
| –57 kg   | Khun Laingkousin · Campuchia | Kristian Salatan Narca · Philippines | Saw Ah Tit · Myanmar                 |
| –60 kg   | Chhut Vannthong · Campuchia  | Attaxay Sihabout · Lào               | Moises Lois Ilogon · Philippines     |
| –60 kg   | Chhut Vannthong · Campuchia  | Attaxay Sihabout · Lào               | Muhd Akashah Ramli · Malaysia        |
| –63.5 kg | Khun Bora · Campuchia        | Soubinh Banxadeth · Lào              | Trương Cao Minh Phát · Việt Nam      |
| –63.5 kg | Khun Bora · Campuchia        | Soubinh Banxadeth · Lào              | Saw Hla Win Soe · Myanmar            |
| –67 kg   | Lao Chetra · Campuchia       | Nguyễn Châu Đạt · Việt Nam           | Athachai Saiphawat Kiang · Malaysia  |
| –67 kg   | Lao Chetra · Campuchia       | Nguyễn Châu Đạt · Việt Nam           | Felex Cantores · Philippines         |
| –71 kg   | Tit Sorphorn · Campuchia     | Nguyễn Hồng Quân · Việt Nam          | Bounma Bouddala · Lào                |
| –71 kg   | Tit Sorphorn · Campuchia     | Nguyễn Hồng Quân · Việt Nam          | Naing Ye Lin · Myanmar               |
| –75 kg   | Lao Chantra · Campuchia      | Nguyễn Thanh Tùng · Việt Nam         | Kyaw Lin Htet · Myanmar              |
| –81 kg   | Prom Samnang · Campuchia     | Tun Tun Min · Myanmar                | Nguyễn Văn Chiến · Việt Nam          |

### Nữ
| Event  | Vàng                             | Bạc                          | Đồng                           |
| ------ | -------------------------------- | ---------------------------- | ------------------------------ |
| –45 kg | Huỳnh Hà Hữu Hiếu · Việt Nam     | Sysoubanthong Manyvanh · Lào | Chha Chandeng · Campuchia      |
| –48 kg | Tạ Thị Kim Yến · Việt Nam        | May Thazin Htoo · Myanmar    | Sokry Konyka · Campuchia       |
| –48 kg | Tạ Thị Kim Yến · Việt Nam        | May Thazin Htoo · Myanmar    | Floryvic Montero · Philippines |
| –51 kg | Triệu Thị Phương Thúy · Việt Nam | Soeng Moeuy · Campuchia      | Mar Yie Nar · Myanmar          |
| –51 kg | Triệu Thị Phương Thúy · Việt Nam | Soeng Moeuy · Campuchia      | Zyra Bon-as · Philippines      |
| –54 kg | Touch Chanvotey · Campuchia      | Nguyễn Thị Chiều · Việt Nam  | Songka Chanthavong · Lào       |
| –54 kg | Touch Chanvotey · Campuchia      | Nguyễn Thị Chiều · Việt Nam  | Jenelyn Olsim · Philippines    |
| –57 kg | Bùi Yến Ly · Việt Nam            | Toun Sreyphin · Campuchia    | Duangchay Thalengliep · Lào    |
| –57 kg | Bùi Yến Ly · Việt Nam            | Toun Sreyphin · Campuchia    | Ohmar Soe · Myanmar            |
| –60 kg | Bàng Thị Mai · Việt Nam          | Sam Samnang · Campuchia      | Khammai Lathsavong · Lào       |